# Luci Valeri Flac (pompeià)
Luci Valeri Flac (en llatí Lucius Valerius Flaccus) va ser un polític romà del segle i aC. Era fill del pretor Luci Valeri Flac (Lucius Valerius Flaccus). Formava part de la gens Valèria, una antiga gens romana, i portava el cognomen de Flac.
Quan Ciceró defensava el seu pare, Luci Valeri era un nen, i l'orador el va fer anar a la cort de justícia per despertar la pietat dels jutges. A la Segona guerra civil va estar al bàndol de Gneu Pompeu contra Juli Cèsar i va morir en la batalla de Dirràquium l'any 48 aC.